# Yazid ibn Mazyad al-Shaybani
Yazid ibn Mazyad al-Shaybani (en árabe: يزيد بن مزيد الشيباني‎; muerto en el 801) fue un general y gobernador árabe que sirvió al Califato abasí.
Yazid era miembro de la tribu Shaybán, que dominaba la región de Diyarbakır, en el norte de la Mesopotamia superior. La primera persona de la familia que destacó fue su tío Ma'n ibn Za'ida al-Shaybani, durante el reinado de los omeyas. A pesar de que Ma'n luchó contra los abasíes, se reconcilió luego con los nuevos señores del califato y tanto él como sus hijos Za'ida y Sharahil desempeñaron cargos militares importantes y fueron gobernadores de territorios.
Yazid comenzó sirviendo con su tío cuando este era gobernador de Sistán; Ma'n pereció combatiendo a los jariyíes de la provincia en el 769. En tiempos del califa al-Mahdi (775-785), combatió a Yusuf al-Barm en el Jorasán, y en el 782 participó en la gran campaña contra el Imperio bizantino que dirigió el futuro califa Harún al-Rashid (786-809). Yazid acompañó al primogénito y sucesor de al-Mahdi, al-Hadi (785-786) a tomar posesión del gobierno de la provincia de Gorgán en el 783/784. Cuando al-Hadi alcanzó el trono califal, Yazid respaldó su pretensión de nombrar heredero a su hijo y apartar de la línea sucesora a Harún, proyecto que frustró la muerte del soberano.
Al-Hadi premió la lealtad de Yazid nombrándolo gobernador de Armenia (una gran provincia que abarcaba toda la Transcaucasia), que administró hasta el 788/789. Su gobierno fue duro con la población cristiana; llevó a cabo un vasta colonización de la región con musulmanes árabes, en particular la zona de Shirván. Fue también el primer gobernador (ostikan) de la dinastía shaibaní y, como tal, el origen de la maziádida, cuyos miembros que administraron Shirván primero en calidad de gobernadores autónomos y luego como emires independientes (Shirvanshah) hasta el 1027.
Tras su periodo de gobierno del Emirato de Armenia, se lo envió a sofocar una rebelión jariyita acaudillada por el también shaibaní al-Walid ibn Tarif (795/796). Yazid lo logró, venciendo y matando a Ibn Tarif. Recuperó el cargo de ostikan en 799, justo antes de la última ofensiva jázara contra las provincias caucásicas del califato, que repelió. Murió en Armenia en el 801, y le sucedió en su puesto su hijo Asad.